# Cuphea anagalloidea
Cuphea anagalloidea är en fackelblomsväxtart som beskrevs av St.-hil.. Cuphea anagalloidea ingår i släktet blossblommor, och familjen fackelblomsväxter. Inga underarter finns listade i Catalogue of Life.